# Agrostis minima
Agrostis minima é uma espécie de gramínea do gênero Agrostis, pertencente à família Poaceae.